# Da’an (Taizhong)
Da’an (chiń. upr. 大安区; chiń. trad. 大安區; pinyin Dà’ān qū; Wade-Giles Ta-an ch’ü) – dzielnica (chiń. 區, qū) w rejonie nadmorskim miasta wydzielonego Taizhong na Tajwanie. 
23 czerwca 2009 komitet przy Ministrze Spraw Wewnętrznych Republiki Chińskiej zarekomendował scalenie dotychczasowego powiatu Taizhong (chiń. trad. 臺中縣; pinyin Táizhōng xiàn) i miasta Taizhong (chiń. trad. 臺中市; pinyin Táizhōng xiàn) w miasto wydzielone (chiń. 直轄市, zhíxiáshì); wszystkie gminy wiejskie (chiń. 鄉, xiāng), jak Da’an, miejskie oraz miasta wchodzące w skład powiatu zostały przekształcone w dzielnice (chiń. 區, qū). Ustawa weszła w życie 25 grudnia 2010 roku.
Populacja dzielnicy Da’an  w 2016 roku liczyła 19 409 mieszkańców – 9158 kobiet i 10 251 mężczyzn. Liczba gospodarstw domowych wynosiła 5451, co oznacza, że w jednym gospodarstwie zamieszkiwało średnio 3,56 osób.

## Demografia (2011–2016)
| Rok  | Liczba ludności | Gęstość zaludnienia | Kobiety | Mężczyźni | Gospodarstwa domowe |
| ---- | --------------- | ------------------- | ------- | --------- | ------------------- |
| 2011 | 20 081          | 732                 | 9532    | 10 549    | 5317                |
| 2012 | 19 910          | 726                 | 9452    | 10 458    | 5315                |
| 2013 | 19 720          | 719                 | 9345    | 10 375    | 5325                |
| 2014 | 19 654          | 717                 | 9293    | 10 361    | 5355                |
| 2015 | 19 542          | 713                 | 9224    | 10 318    | 5413                |
| 2016 | 19 409          | 708                 | 9158    | 10 251    | 5451                |